# Zgodovinska mesta v Gjongdžuju
Zgodovinska mesta v Gjongdžuju (korejsko 경주 역사유적 지구) je območje svetovne dediščine v Gjongdžuju v Južni Koreji, ki ga je UNESCO leta 2000 uvrstil na seznam svetovne dediščine. Zaščitena območja obsegajo ruševine templjev in palač, zunanje pagode in kipe ter druge kulturne artefakte, ki jih je za seboj pustilo korejsko kraljestvo Sila (57 pr. n. št. – 935 n. št.).

## Ozadje
Starodavno kraljestvo Sila je bilo eno od treh korejskih kraljestev. Po Kroniki treh kraljestev ga je leta 57 pr. n. št. ustanovil Hjokgose. Leta 660 n. št. je osvojilo svojega zahodnega soseda Pekče, leta 668 pa del Gogurja na severu. Kot Združena Sila je zdaj vladalo skoraj celotnemu Korejskemu polotoku in doživelo svoj razcvet. Na začetku 10. stoletja je Sila propadlo in ga je leta 935 nadomestilo novo ustanovljeno Gorjo.
Gjongdžu je bil pod imenom Sorabol glavno mesto starodavnega kraljestva Sila in Združenega Sila. Potem ko je Sillo nadomestil Gorjo, je Sorabol izgubil svoj pomen, nova prestolnica pa je postal Kesong.

## Opis
Območje svetovne dediščine sestavlja pet ločenih, a tesno lociranih območij v središču mesta in predmestju Gjongdžuja. Ta obsegajo skupno zaščiteno območje 2880 hektarjev in so obdana z varovalnim pasom 350 hektarjev. Območja so tudi del zgodovinskega narodnega parka Gjongdžu.

### Gora Namsan
Dediščina se razteza na 2650 hektarjih (varovalni pas 230 hektarjev) okoli svete gore Namsan, severno od Gjongdžuja. Gora sama velja za velik muzej na prostem zaradi starodavne umetnosti in artefaktov, ki so razstavljeni na prostem. Območje vključuje številne budistične umetnine in artefakte, pa tudi ruševine 122 templjev, 53 kamnitih kipov, 64 kamnitih pagod in 16 kamnitih luči. Med drugimi pomembnimi kraji so trdnjava na gori Namsan (zgrajena leta 591 n. št.), paviljon Posokdžong (znan po vodotoku v obliki morskega ušesa) in ribnik Sočuldži.

### Gora Volsong
Gora Volsong (zaščiteno območje 70 ha, varovalni pas 30 ha) se razteza okoli mesta nekdanje palače Volsong. Območje vključuje tudi Nemurvangnung, grobno gomilo kralja Nemula iz 5. stoletja, Observatorij Čomsongde iz 7. stoletja in Sokbingo iz 18. stoletja, ledeno hišo. Med Čomsongdejem in Narodnim muzejem leži gozd Gjerim , legendarni rojstni kraj Kim Aldžija, mitskega prednika dinastije Kim. Nekoliko zahodno od preostalega območja leži območje s Samaso, konfucijanskim vadbenim centrom za vladne uradnike in Džemedžong, vodnjakom na dvorišču nekdanje rezidence generala Kim Ju-sina (595–673).

### Park tumulov
To območje (zavarovano območje 40 ha, varovalni pas 50 ha) sestavlja več skupin kraljevih grobnic. Največja od teh skupin, Dereungvon, vsebuje 23 gomil, vključno s Čonmačongom, dvojno grobnico Hvangnam Dečong in grobnico kralja Mičuja. Severno od Derungvona ležita grobni skupini Nosori s štirinajstimi grobnicami in Nodongri s štirimi grobnicami. Območje vključuje tudi dve manjši skupini gomil južneje, neimenovano skupino in Orong z grobnico ustanovitelja okrožja Sila Hjokgoseja in svetišče Sungdokdžon.
Večina tumulov je oblikovanih kot kupole ali zemeljski kupi. Nekatere so oblikovani kot buče ali polmeseci. Izkopane grobnice razkrivajo lesene krste, prekrite z gramozom, in bogate grobne pridatke iz zlata, stekla in kakovostne keramike. Znan primer grobnice v tem parku je grobnica nebeškega konja, ki je vsebovala stensko poslikavo na brezovem lubju, ki prikazuje krilatega konja.

### Pas Hvangnjongsa
Pas Hvangnjongsa (zavarovano območje 40 ha, varovalni pas 20 ha) vsebuje tempelj Bunhvangsa s kamnito pagodo iz 7. stoletja in ruševine templja Hvangnjongsa iz 6. stoletja, ki je bil približno 700 let največji budistični tempelj v vzhodni Aziji, preden je bil uničen med mongolsko invazijo leta 1238. Glede na izkopane temeljne kamne je bil to največji tempelj, kar jih je bilo kdaj zgrajenih v Koreji, in je obsegal 72.500 m2. Območje vključuje tudi tempelj Bunhvangsa.

### Pas Sansong
Pas Sansong (zavarovano območje 80 ha, varovalni pas 20 ha) vzhodno od mestnega središča vključuje ruševine nekdanje gorske trdnjave Mjonghval (Mjonghval Sansong) iz 4. stoletja n. št. na istoimenski gori ob jezeru Bomum.
- Kamniti reliefi na Namsanu
- Voldži-Teich
- Park tumulov
- Pagoda v templju Bunhvangsa